# Eriopyga subolivacea
Eriopyga subolivacea là một loài bướm đêm trong họ Noctuidae.